# Point Blank (film 2010)
Point Blank (À bout portant) è un film del 2010 diretto da Fred Cavayé e interpretato da Gilles Lellouche, Roschdy Zem, Gérard Lanvin e Elena Anaya.

## Trama
Una vita tranquilla per Samuel e Nadia, sua moglie. Lui sta studiando per diventare infermiere e sono in attesa del primo figlio. Tutto cambia quando Nadia viene rapita davanti agli occhi di Samuel, che viene ferito nel tentativo di fermare il rapitore. Una telefonata lo avverte che ha solo tre ore di tempo per portare fuori dall'ospedale Hugo Sartet, un uomo sotto sorveglianza della polizia, ricoverato dopo un misterioso ferimento ed inseguimento. Se Samuel vorrà rivedere sua moglie, dovrà agire in fretta e con freddezza, trovandosi invischiato in intrighi pericolosi anche all'interno delle diverse sezioni di polizia che indagano su Sartet e sui suoi presunti crimini.

## Distribuzione
È stato presentato in anteprima in Francia il 4 novembre 2010 e poi distribuito il 1º dicembre. In USA è uscito nelle sale cinematografiche il 29 luglio 2011.

## Accoglienza

### Incassi
Durante il primo fine settimana di programmazione la pellicola ha incassato in Francia 2.054.271 dollari.
Il film ha incassato complessivamente la cifra di 9.230.157 dollari, di cui 7.872.079 in Francia e 1.358.078 nel resto del mondo.

## Remake
Nel 2019 viene girato un remake americano del film distribuito da Netflix, diretto da Joe Lynch, con Anthony Mackie e Frank Grillo come protagonisti.